# Courtney Thompson
Courtney Lynn Thompson (Bellevue, 4 novembre 1984) è una pallavolista statunitense.
Giocava nel ruolo di palleggiatrice.

## Carriera
La carriera di Courtney Thompson inizia nel 2003 tra le file dell'University of Washington, con cui vince la NCAA Division I nel 2005. Nel 2007, terminata la carriera universitaria, viene convocata per la prima volta in nazionale, con cui vince la medaglia di bronzo ai Giochi panamericani.
Nel 2008 fa le sue prime esperienze all'estero, prima con le Gigantes de Carolina, poi col Volleyball Köniz, con cui vince il campionato svizzero e la Supercoppa svizzera. Terminato il campionato, viene convocata per il torneo di qualificazione al campionato mondiale 2010, dove aiuta gli Stati Uniti a qualificarsi e riceve il premio come miglior palleggiatrice e per il miglior servizio.
Nel campionato 2010, viene ingaggiata dalle Lancheras de Cataño, nel campionato portoricano, dove una giuria le assegna il premio come miglior palleggiatrice e viene eletta Most Valuable Player dell'All-Star Game locale. Sempre nel 2010, con la nazionale, vince la medaglia di bronzo alla Coppa panamericana e viene ingaggiata, per la stagione 2010-11 dallo Schwechat Post.
Nel campionato 2012 torna a giocare nelle Lancheras de Cataño, vincendo la Liga Superior e venendo premiata come MVP della finale; con la nazionale vince la medaglia d'oro al World Grand Prix 2012 e la medaglia d'argento ai Giochi della XXX Olimpiade di Londra.
Nella stagione 2012-13 viene ingaggiata in Polonia dal Budowlani Łódź Sportowa, mentre nella stagione successiva gioca nella Lega Nazionale A svizzera col Volero Zürich, vincendo lo scudetto e la Coppa di Svizzera; con la nazionale vince il campionato mondiale 2014. Nell'annata seguente bissa i successi ottenuti in Svizzera, inoltre raggiunge il terzo posto nella Coppa del Mondo per club; con la nazionale vince la medaglia d'oro al World Grand Prix 2015.
Nella stagione 2015-16 si trasferisce nel Rio de Janeiro Vôlei Clube, club militante nella Superliga Série A brasiliana, vincendo il Campionato Carioca, la Supercoppa brasiliana, la Coppa del Brasile, il Campionato sudamericano per club e lo scudetto; con la nazionale vince l'argento al World Grand Prix 2016 e il bronzo ai Giochi della XXXI Olimpiade, ritirandosi al termine del torneo olimpico.

## Palmarès

### Club
- NCAA Division I: 1

2005
- Campionato austriaco: 1

2010-11
- Campionato portoricano: 1

2012
- Campionato svizzero: 3

2008-09, 2013-14, 2014-15
- Campionato brasiliano: 1

2015-16
- Coppa di Svizzera: 2

2013-14, 2014-15
- Coppa del Brasile: 1

2016
- Supercoppa svizzera: 1

2008
- Supercoppa brasiliana: 1

2015
- Campionato Carioca: 1

2015
- Campionato sudamericano per club: 1

2016

### Nazionale (competizioni minori)
- Giochi panamericani 2007
- Montreux Volley Masters 2010
- Coppa panamericana 2010
- Giochi panamericani 2011
- Montreux Volley Masters 2014

### Premi individuali
- 2004 - All-America First Team
- 2005 - All-America First Team
- 2006 - All-America First Team
- 2009 - Qualificazioni nordamericane al campionato mondiale 2010: Miglior palleggiatrice
- 2009 - Qualificazioni nordamericane al campionato mondiale 2010: Miglior servizio
- 2010 - Liga de Voleibol Superior Femenino: Miglior palleggiatrice (assegnato per votazione)
- 2010 - Liga de Voleibol Superior Femenino: MVP dell'All-Star Game
- 2012 - Liga de Voleibol Superior Femenino: MVP della finale